# إسماعيل دياب
إسماعيل دياب (14 ديسمبر 1936 - 11 فبراير 2005) فنان ورسام مصرى. 

## حياته ونشأته
ولد في الأسماعيلية 14 ديسمبر 1936 نشأ وتعلم كباقى أقرانه، حتى أنهى المرحلة الثانوية، ثم انتقل بمفرده إلى محافظة القاهرة لدراسه فنون الرسم فالتحق بكلية الفنون الجميلة عام 1958 . تخرج في كلية الفنون الجميلة عام 1962 من قسم التصوير. تلقى الكثير من عقود العمل بالخليج، لكنه لم يسمح لنفسه بالسفر خارج مصر إلا للسياحة.

## مسيرته
في الإسماعيلية بمصر. اشتهر برسم الشخصيات التاريخية في عدة سلاسل وموسوعات حيث لم يبرع أي فنان آخر في هذا المجال.
قام برسم آلاف القصص والسلاسل الشهيرة للأطفال على مدى نصف قرن، مثل: مجموعة علماء العرب (إصدارات الأهرام)، سلسلة المكتبة الذهبية (الدار المصرية اللبنانية)، سلسلة روايات مصرية للجيب والذي كان مبتكر رسوم شخصياتها مثل رجل المستحيل، وملف المستقبل، وشخصيات أخرى كثيرة.
عمل بعدة مؤسسات صحفيه مصريه كرسام صحفى ومخرج فنى للكتب والمجلات ثم كمستشار فنى بـ:
1- أخبار اليوم و روزاليوسف عام 1958 .
2- الدار القومية للطباعة والنشر عام 1962 -1968 .
3- هيئة الكتاب عام 1968-1973 .
4- الاهرام عام 1974 -1978 .
5- دار المعارف- مجلة أكتوبر عام 1979-1996 .
عام 1978 سافر إلى الولايات المتحدة ليد رس لهم تصميم المناهج الدراسية في المنطقة العربية.
عام1981 سافر إلى ألمانيا ليشارك في ترميم كاتدرائية عتيقة مع صديقى عمرة الفنان عبد الغفار شديد والفنان محمد قنديل.
كما أنه سافر إلى عدة دول منها إنجلترا وفرنسا وإيطاليا وتركيا واليونان لدراسة حركة الفنون في انحاء العالم ومستمتعا بالمتاحف الفنية والاعمال الفنية البارزة بها.
قام برسم الاف القصص والسلاسل الشهيرة للاطفال على مدى نصف قرن، كما قام برسم الشخصيات التاريخية في عدة سلاسل وموسوعات. رسومه محفورة في جيلين على الأقل ممن لم يقرءوا الأدب إلا مرسومًا بريشته الساحرة شبه التأثيرية.

## أعماله[4]
- سلسلة رويات مصرية للجيب والذي كان مبتكر رسوم شخصياتها.[5]

رجل المستحيل – ملف المستقبل – فانتاريا – فارس والأندلس – زهور – المكتب رقم17
المكتب رقم 19 –ارزاق – نوفا – بانوراما – ما وراء الطبيعة – سفارى – سيف العدالة –
كوكتيل 2000 – مغامرات ع×2 - رويات عالمية للجيب – سلة الرويات – حكايات مزربان الحكيم – الف ليلة وليلة – سلسلة الاعداد الخاصة.
- مجموعة علماء العرب (إصدارات الاهرام).
- سلسلة المكتبة الذهبية (الدار المصرية اللبنانية).
- كما قام بالرسم في مجلة سمير (شخصية كراوية).
- رسم الكثير من اعداد موسوعة المعرفة (إصدارات الأهرام).
- كما رسم مجموعة الروايات العالمية مثل قصة مدينتين – البؤساء.

## رسامه[6]
لم يكن إسماعيل دياب مجرد رساما فقد كان مثقفا مستنيرا وقارئا جيدا وناقدا بارعا ومتذوقا لجميع أنواع الأدب وبخاصة الأدب الروسي والذي كان يعشقه ونقل عشقه لأخيه الأديب (محمود دياب) والذي كان يكبره بأربع سنوات.
تميزت لوحاتة الزيتية المتعددة ليس بجمالها وحرفيتها فحسب وانما بتلك الروح التي يضفيها على اللوحة أو البورتريه مما يجعلها تضاهى اعظم فنانى التصوير الزيتى في العالم ان لم تتميز عليها بذلك الطابع الشرقي والعربي والذي يصعب وجوده في لوحات عمالقة التصوير الزيتى في العالم على مدى التاريخ.
هل كان مثلا يقرأ القصة بالبداية من ثم يرسم تخيله للغلاف أو يقوم كاتب الرواية بإعاطئه فكرة عن القصة ومطالبته برسم معين أم ماذا؟؟؟
كانت إجابة د.أحمد خالد توفيق:
| إسماعيل دياب | طبعًا كان رحمه الله يقرأ القصة، وكان رأيه ينم عن خبرة نقدية عتيدة، فهو قد رسم أغلفة لكل شيء بدءًا بكتاب المؤسسة وانتهاء بترجمات دستويفسكي وبلزاك وموباسان.. إنه يحمل في ذهنه تراث ستين عامًا من القراءة؛ لهذا كان يحكم على القصة كلها بنظرة واحدة خبيرة، ولم يكن يجامل كما أنه لم يتحفظ قط في إبداء إعجابه .. إن الكاتب يقع دائمًا ما بين سندان النقد القاسي ومطرقة المجاملة الشبيهة بالكذب .. لذا لا أعلن سرًا إذ أقول إنني كنت أكتب وانا أتخيله يقرأ تلك السطور .. نعم كان يقرأ الرواية كلها ثم يرسم الغلاف .. يضع خطوطه بقلم ملون خشبي ثم يبدأ التلوين بـ الألوان المائية، ويختار بعض المواقف بالداخل ليرسمها بالحبر الشيني .. ولو رأيت الأغلفة الأصلية لشهقت انبهارًا لأن المطبعة تسرق 80% من جمال الغلاف وتألقه .. كنت أتركه على راحته وإن كان بعض الكتاب يجلس معه ليحدد له ما يجب أن يظهر على الغلاف .. د.(تامر إبراهيم) كان يجلس معه ليراقب إنجاز الغلاف خطوة بخطوة، وهو ينفذ بصبر دون ان يتذمر .. أي أن أغلفة كتيبات تامر حتى هذه اللحظة من تصميم تامر .. وكذا كان د. (محمد سليمان) أحيانًا .. وكان د. (نبيل) يفعل هذا في البداية ..بل أنهما جربا أكثر من شكل حتى اختارا شكل أدهم صبري .. وعلى ما أذكر كان الوجه الذي استقرا عليه هو وجه أحد أقارب الاستاذ (إسماعيل).. (إذن أدهم موجود فعلاً يا بنات .. فقط صاحب الوجه تقدم في العمر عشرين عامًا !).. لم تحدث استثناءات إلا في حالات تتعلق بضيق الوقت بالنسبة لي .. لهذا حكيت له على الهاتف قصص (حب في أغسطس) و(HIV) و(تسي تسي).. بالنسبة للكتيب الأول طلبت منه بإصرار ألا تظهر قنبلة هيروشيما بأية صورة، ونسيت ان اطلب منه شيئًا مماثلاً بصدد (قصاصات).. كما إنني وصفت له شكل رفعت إسماعيل بعد ما وجدته مصرًا على أن يرسمه وسيمًا كأبطال القصص .. | إسماعيل دياب |

## سيرته
- قال عنه د.احمد خالد توفيق:

(رسومة تحفر نفسها بقوة في تعاريج جيل كامل).
- مجلة نصف الدنيا العدد 792 :

(اعاد للفن بكارتة وطفولته وعرف كيف يحرر البوررترية من وضعية السكون وفوتوغرافيه النقل الحرفى وغاص بحسه ليقدم مشاهدة وشخصياته وحكاياه في لوحات فنية فريدة).
- الكاتب: أحمد إسماعيل:

(لم يكن بمعزل عن التيارات السياسية ولم ينتمى لاى حزب أو تيار وحافظ على سلامة شعوره واحساسة الفنى).

## وفاته
توفي إسماعيل دياب في 11 فبراير 2005 تاركا تراثا فنيا فريدا في وجدان كل من شاهد أعماله وتراثا إنسانيا عميقا في قلب كل من عرفه.